# Agrostophyllum malindangense
Agrostophyllum malindangense là một loài thực vật có hoa trong họ Lan. Năm 1911, Ames đã cung cấp mô tả khoa học đầu tiên về nó.